# Рі Расмуссен
Рі Ра́смуссен (дан. Rie Rasmussen; нар. 14 лютого 1976, Копенгаген, Данія) — данська фотомодель, актриса, режисер, сценарист, продюсер.

## Біографія
Народилась 14 лютого 1976 року в Копенгагені, Данія. До початку акторської кар'єри займалась модельним бізнесом — виходила на подіум, беручи участь в показах таких будинків мод, як Gucci і Victoria's Secret.
Дебют в кіно відбувся в еротичному трилері Браяна Де Пальми «Фатальна жінка» (2002). Зіграла головну роль в фільмі Люка Бессона «Ангел-А» (2005).
Вона є сценаристом і постановником двох короткометражних стрічок, одна з яких, Thinning the Herd, була представлена більше ніж на 20 кінофестивалях, включаючи Каннський кінофестиваль. Перший «великий» фільм «Вольєр» («Human Zoo»), знятий Расмуссен, ввійшов в програму Берлінського кінофестивалю. Також займається фотографією. Її роботи під псевдонімом Ліллі Діллон (ім'я героїні новели «The Grifters» Джима Томсона) публікувались в декількох журналах.

## Фільмографія

### Акторські роботи
- 2002 — Фатальна жінка (Вероніка)
- 2004 — Природний добір
- 2004 — Сукня
- 2005 — Ангел-А (Ангел-А)
- 2009 — Вольєр[2] (Адрія Шала)
- 2010 — Роман в темряві

### Режисерські роботи
- 2004 — Природний добір
- 2004 — Сукня
- 2007 — Zéro deux
- 2009 — Вольєр

### Продюсерські роботи
- 2003 — Ніхто не повинен взнати